# 本斗町
本斗町（ほんとちょう）は、日本の領有下において樺太に存在した町。
本斗という地名は、アイヌ語の「ポン・トー・ケシ」（小さな湖の端）、「ポン・ツ・ケシ」（小さな岬の端）による。
現在はロシア連邦がサハリン州ネベリスク　(Невельск) として実効支配している。

## 概要
- 樺太では珍しい、製紙工場を背景とせず、林業や漁業を中心として発達した町であった。
- 1295年に日持が日蓮宗の布教活動の為に町内にあたる阿幸（ヤスノモルスキー）に上陸したと言われている。

## 歴史
- 1915年（大正4年）6月26日 - 「樺太ノ郡町村編制ニ関スル件」（大正4年勅令第101号）の施行により、本斗村、阿幸村が行政区画として発足。本斗郡に所属し、真岡支庁本斗出張所が管轄。
- 1922年（大正11年）10月 - 管轄支庁が本斗支庁に変更。
- 1923年（大正12年）4月1日 - 阿幸村が本斗村に合併。
- 1928年（昭和3年）12月31日 - 本斗村が本斗町となる。
- 1929年（昭和4年）7月1日 - 樺太町村制の施行により一級町村となる。
- 1942年（昭和17年）11月 - 管轄支庁が真岡支庁に変更。
- 1943年（昭和18年）4月1日 - 「樺太ニ施行スル法律ノ特例ニ関スル件」（大正9年勅令第124号）が廃止され、内地編入。
- 1945年（昭和20年）8月22日 - ソビエト連邦により占拠される。
- 1949年（昭和24年）6月1日 - 国家行政組織法の施行のため法的に樺太庁が廃止。同日本斗町廃止。

## 町内の地名
旧本斗村地域
| - 本斗 - 北本斗 - 浜本斗 - 汐見台（しおみだい） - 遠節（とおぶし） - 遠節沢（とおぶしざわ） | - 吐鯤保（とこんぼ） - 吐鯤保沢（とこんぼざわ） - 良音問（らねとい） - 鳥舞（とりまい） - 鳥舞沢（とりまいざわ） - 北沢（きたざわ） - 南浜（みなみはま） |

旧阿幸村地域
- 阿幸
- 麻内（あさない）
- 知根平（ちねひら）
- 阿幸沢（おこうざわ）
- 麻内沢（あさないざわ）

（）

## 交通
- 航路

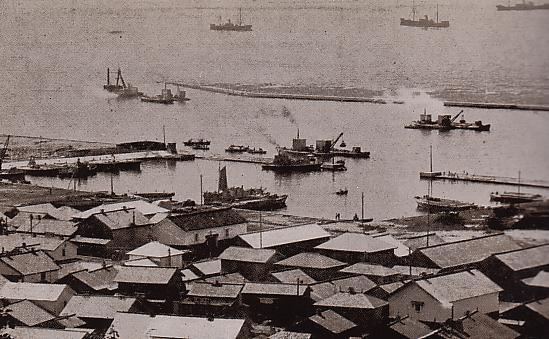
かつての本斗港の風景

  - 北日本汽船株式会社による北海道稚内への稚斗航路や海馬島への航路が就航していた。

- 鉄道・バス
  - 樺太西線（本斗駅 - 久春内駅170.1キロ）の始発駅。
  - 南樺太炭鉱鉄道線（本斗駅 - 内幌炭山駅18.6キロ）の始発駅（のちの帝国燃料興業会社内幌線）。
  - 鉄道省省営自動車本留線（本斗駅 - 留多加駅前71.5キロ）の基地となる本斗自動車区が置かれていた。

- 道路
  - 本斗安別線
  - 本斗西能登呂岬線
  - 大豊遠節線

## 地域

### 教育
以下の学校一覧は1945年（昭和20年）4月1日現在のもの。

#### 国民学校
- 樺太公立知根平国民学校
- 樺太公立麻内国民学校
  - 麻内沢分教場
- 樺太公立阿幸国民学校
- 樺太公立遠節国民学校
- 樺太公立遠節沢国民学校
- 樺太公立本斗国民学校
- 樺太公立吐鯤保沢国民学校

#### 中等学校
- 樺太庁本斗水産学校

## 観光
- 吐鯤保沢温泉[6]